# (31881) 2000 FL15
2000 FL15 (asteroide 31881) é um asteroide da cintura principal. Possui uma excentricidade de 0.11388590 e uma inclinação de 21.07857º.
Este asteroide foi descoberto no dia 30 de março de 2000 por LINEAR em Socorro.